# Кошбук (Бистрица-Насауд)
Кошбук (рум. Coşbuc) насеље је у Румунији у округу Бистрица-Насауд у општини Кошбук. Oпштина се налази на надморској висини од 343 m.

## Становништво
Према подацима из 2002. године у насељу је живело 3006 становника, од којих су сви румунске националности.

### Хронологија
| Година       | 1992 | 1993 | 1994 | 1995 | 1996 | 1997 | 1998 | 1999 | 2000 | 2001 | 2002 | 2003 | 2004 | 2005 | 2006 | 2007 | 2008 | 2009 | 2010 | 2011 | 2012 | 2013 | 2014 | 2015 | 2016 | 2017 |
| ------------ | ---- | ---- | ---- | ---- | ---- | ---- | ---- | ---- | ---- | ---- | ---- | ---- | ---- | ---- | ---- | ---- | ---- | ---- | ---- | ---- | ---- | ---- | ---- | ---- | ---- | ---- |
| Становништво | 2587 | 2539 | 2484 | 2456 | 2429 | 2399 | 2344 | 2293 | 2242 | 2194 | 2179 | 2131 | 2068 | 2054 | 2077 | 2067 | 2064 | 2074 | 2066 | 2042 | 2038 | 2049 | 2046 | 2030 | 2018 | 2005 |